# União das Freguesias de Candemil e Gondar
Die União das Freguesias de Candemil e Gondar ist eine portugiesische Gemeinde (Freguesia) im Kreis (Concelho) Vila Nova de Cerveira im Nordwesten Portugals.

## Geschichte
Die Gemeinde entstand im Zuge der Gebietsreform vom 29. September 2013 durch die Zusammenlegung der ehemaligen Gemeinden Candemil und Gondar. Candemil wurde Sitz der neuen Verwaltung.

## Demographie
| Freguesia | Freguesia         | Freguesia | Freguesia       | ehemalige Freguesias | ehemalige Freguesias | ehemalige Freguesias | ehemalige Freguesias |
| --------- | ----------------- | --------- | --------------- | -------------------- | -------------------- | -------------------- | -------------------- |
| Wappen    | Freguesia         | Einwohner | Fläche in (km²) | Wappen               | Freguesia            | Einwohner            | Fläche in (km²)      |
|           | Candemil e Gondar | 313       | 10,82           |                      | Candemil             | 236                  | 7,18                 |
|           | Candemil e Gondar | 313       | 10,82           | Gondar               | 127                  | 3,64                 |                      |